# Patrick Matthews
Pour les articles homonymes, voir Matthews.
Patrick Matthews fut le bassiste et choriste du groupe The Vines de 2002 à 2005, groupe qu'il avait fondé avec Craig Nicholls.
En 2004 il rejoint le Youth Group, qui se met en pause en 2009 mais se reforme de temps à autre par la suite. Matthews joue alors dans plusieurs groupes, parmi lesquels Betty Airs et The Jewel & The Falcon, avant de rejoindre Community Radio avec Cameron Emerson-Elliot, un autre membre de Youth Group. 